# 카이만속
카이만속(Caiman)은 카이만아과에 속하는 앨리게이터과 하위가족이다. 그들은 중앙아메리카와 남아메리카에서 서식한다. 그들은 모든 종들이 평균 몇 미터에 불과하고 무게가 6에서 40 킬로그램까지 나가는 비교적 작은 악어이다.

## 하위 종
- 안경카이만